# Debbe Dunning
Debbe Dunning (Burbank (Californië), 11 juli 1966) is een Amerikaanse actrice.

## Biografie
Dunning heeft gestudeerd aan de John Burroughs High School in haar geboorteplaats Burbank (Californië), op deze school hebben haar ouders ook gestudeerd twintig jaar hiervoor. Zij was  cheerleader en ze won de titel Miss Burbank 1984. Haar model carrière begon met advertenties voor een biermerk, en op televisie verscheen ze voor het eerst voor een reclame voor Foot Locker. Hierna kreeg ze meer bekendheid met televisiereclames voor Ford Motor Company en Taco Bell. 
Dunning begon in 1989 met acteren in de film Dangerous Curves. Hierna heeft ze nog meerdere rollen gespeeld in films en televisieseries, maar hier is ze vooral bekend van de aantrekkelijke assistente Heidi Keppert van de televisieserie Home Improvement waarin ze in 145 afleveringen speelde (1992-1999). Deze rol nam zij over van Pamela Anderson die de televisieserie verliet.
Dunning was van 1997 tot en met 2018 getrouwd met oud volleyballer Steve Timmons en heeft uit dat huwelijk twee kinderen. 

## Filmografie

### Films
- 2002 Now You Know – als zon godin
- 2000 The Spiral Staircase – als Danielle
- 1996 Leprechaun 4: In Space – als Delores
- 1995 The Misery Brothers – als Irma Barrister
- 1989 Dangerous Curves – als showgirl

### Televisieseries
Uitgezonderd eenmalige gastrollen.
- 2006 – 2007 Wicked Wicked Games – als Hope Lorca – 7 afl.
- 1992 – 1999 Home Improvement – als Heidi Keppert – 136 afl.